# Зеиндари
Зеиндари (груз. ზეინდარი) — село в Грузии, на территории Ванского муниципалитета края (мхаре) Имеретия.

## География
Село находится в западной части Грузии, на берегах реки Переты, на расстоянии приблизительно 10 километров (по прямой) к востоку от города Вани, административного центра муниципалитета. Абсолютная высота — 105 метров над уровнем моря.

## Население
По результатам официальной переписи населения 2014 года, в Зеиндари проживал 971 человек (486 мужчин и 485 женщин). В национальной структуре населения грузины составляли 99,8 %, армяне — 0,1 %, русские — 0,1 %.
| Год  | Население, человек |
| ---- | ------------------ |
| 2002 | 1296               |
| 2014 | ↘ 971              |